# عنقود مجري

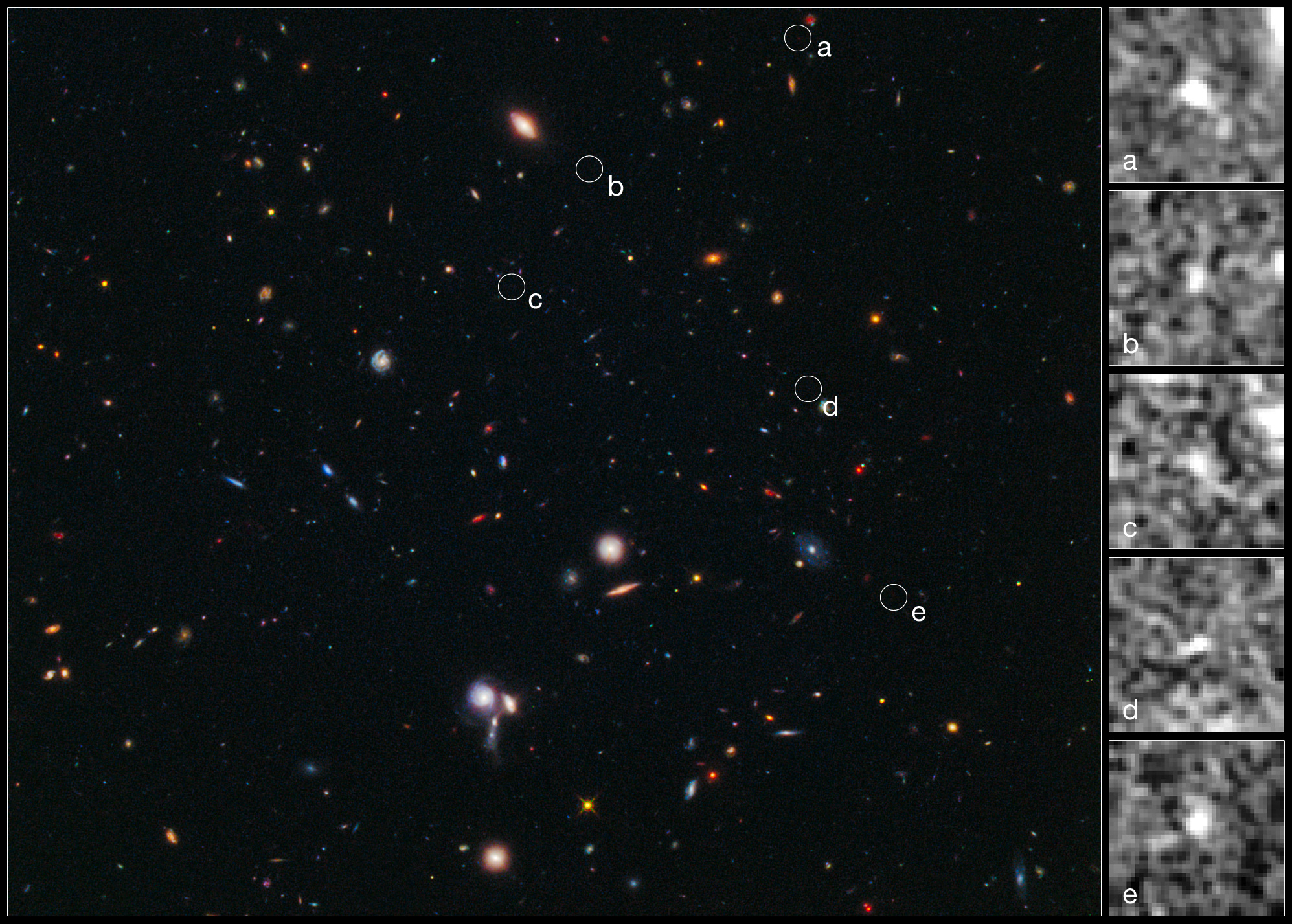
عنقود مجري

العنقود المجري أو عناقيد المجرات وصف في علم الفلك لما هو أكبر بكثير من التجمعات المجرية، وتبدو العناقيد كعدد من المجرات التي تجمعت سوياً بفعل القوة الجذبية المتبادلة بين المجرات. وفي هذه العناقيد لاحظ العلماء أن التسارع فيما بينهم كبير جدا حتى تبقى مرتبطة بشكل جذبي بفعل جاذبيتهم المتبادلة، مما يدل على وجود كتلة إضافية مخفية، أو قوة جذب إضافية إضافة إلى جاذبيتهم الخاصة. كما كشفت الدراسات بالأشعة السينية وجود كميات كبيرة من الغاز بين المجرات والذي يعرف بالوسط المجري. وهذا الغاز المتداخل في المجرات ضمن العنقود يشع طاقة قوية جدا من أشعة اكس، بدرجة حرارة تبلغ ملايين الدرجات المئوية. وإن الكتلة الكلية للغاز أعظم بكثير من تلك الموجودة لدى المجرات.
إن العدد الكلي من العناقيد المنتشرة في الكون يعتمد على كمية المادة السوداء الموجودة ضمن تلك العناقيد. لذلك فان متابعة الدراسة في هذا المجال سيوفر قياسا لكمية المادة السوداء الغامضة في الكون. والمادة السوداء هي المادة الغامضة التي يقول عنها الفلكييون انها لابد وان تكون موجودة فعليا، استنادا إلى حقيقة انه لا توجد مادة اعتيادية كافية في المجرات لمنعها من التشتت وتقطع اوصالها.
ويتم الكشف عن عناقيد المجرات بالمسح الفضائي بعدة تقنيات ودراسة تلك لملاحظات بالتفصيل باستخدام العديد من الطرق منها:

## خصائص العناقيد المجرية
- مكوناتها الأساسية هي عدد من المجرات يزيد عن الخمسون وقد يصل إلى آلاف المجرات، واشعة سينية ساخنة تبعث غازات وكميات كبيرة من المادة السوداء.
- تزيد كثافة هذه المكونات الثلاث في نفس العنقود نحو وسطه بسبب الجاذبية لكن بدراجات متفاوتة.[4]
- كتلتهم تقدر بين 1410 و 1510 كتلة شمسية.
- كتلة المادة السوداء تكون 90% من كتلة العنقود الواحد. اما الغازات فتشكل 8 الى 9% من الكتلة وتكمن باقي الكتلة في المجرات من 1 الى 2%.
- يبلغ قطر العنقود من 2 إلى 10 Mpc.
- تسارع المجرات فرديا يبلغ حوالي من 800 -1,000 كيلومتر في الثانية